# Лесковица (Штип)
Лесковица (мкд. Лесковица) је насеље у Северној Македонији, у средишњем делу државе. Лесковица је село у саставу општине Штип.

## Географија
Лесковица је смештена у средишњем делу Северне Македоније. Од најближег града, Штипа, насеље је удаљено 20 km јужно.
Насеље Лесковица се налази у историјској области Лакавица. Насеље је положено у долини реке Криве Лакавице, леве притоке Брегалнице. Јужно од насеља издиже се планина Серта (Конечка Планина). Надморска висина насеља је приближно 520 метара.
Месна клима је блажи облик континенталне због близине Егејског мора (жарка лета).

## Становништво
Лесковица је према последњем попису из 2002. године имала 113 становника.
Већинско становништво су етнички Македонци (98%), а остало су Срби (2%).
Претежна вероисповест месног становништва је православље.

## Село данас
Село је електрификовано, али као многа македонска планинска села нема канализациони систем. 
Много младог становништва се иселило у околне градове тако да је већина становништва стара преко 60 година.
Лесковица је позната по хладној изворској води и неколико чесама се налазе у селу. Локалан водовод се снабдева са водом из ових извора. 
Слава села је Велика Госпојина. У селу постоји црква. 
Са Штипом Лесковица је повезана градским транспортом и аутобус за Штип иде два пута дневно.